# Katholische Akademie Stapelfeld

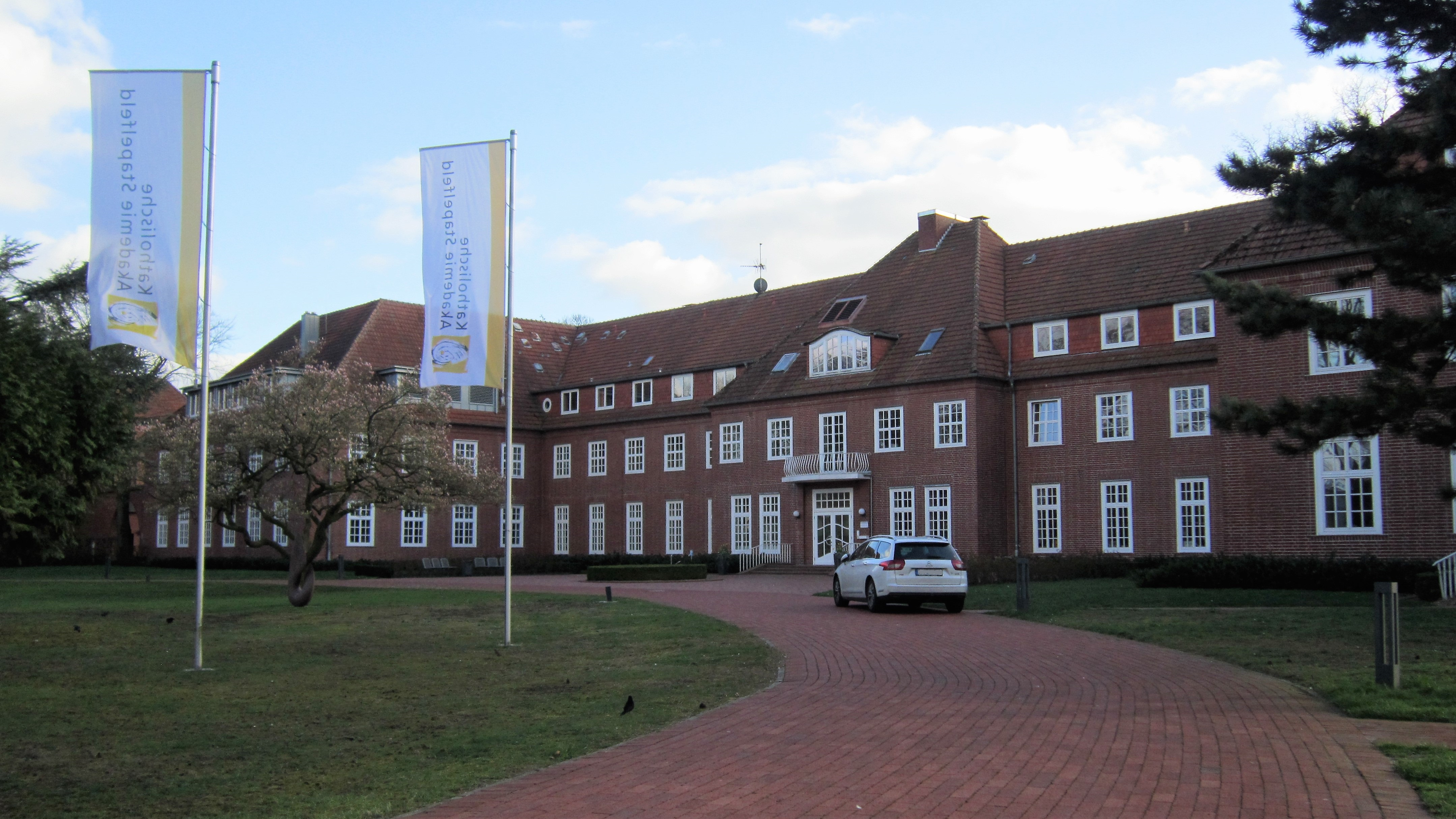
Hauptgebäude der Katholischen Akademie Stapelfeld

Die Katholische Akademie Stapelfeld ist eine gemeinnützige, katholische Einrichtung für die Erwachsenenbildung. Das Haus befindet sich im Ortsteil Stapelfeld der niedersächsischen Stadt Cloppenburg.

## Geschichte
Im Jahr 1974 wurde die damalige Heimvolkshochschule gegründet. Das Hauptgebäude an der Stapelfelder Kirchstraße ist allerdings älter. Es stammt aus den frühen 1950er-Jahren. Es wurde von der katholischen Kirche mit Hilfe von Geld- und Sachspenden aus der Bevölkerung als Waisenhaus gebaut. Bis zu 150 Kinder und Jugendliche wurden dort von Thuiner Franziskanerinnen betreut und besuchten die benachbarte Dorfschule.
In Erinnerung an den Kreuzkampf an den Schulen des Oldenburger Münsterlandes erhielt die Einrichtung den Namen „Heilig Kreuz“. Von Anfang an war das Haus somit auch dem Namen des „Löwen von Münster“, Clemens August Kardinal von Galen, eng verbunden. Während der NS-Zeit hatte er sich in seinen Predigten unter anderem gegen das Euthanasieprogramm der Nationalsozialisten ausgesprochen. Im Jahr 2005 wurde von Galen, heute Namenspatron des zentralen Akademie-Hauses, seliggesprochen.
Mitte der 1970er-Jahre zog das Kinderheim in die Jugendburg St. Michael in Bethen um. Auch die Dorfschule schloss ihre Pforten. Während die alte Schule nun als Pfarrheim diente, zog in das ehemalige Waisenhaus die neu gegründete Heimvolkshochschule ein. Seitdem wurde das Bildungsangebot stetig ausgebaut. Ähnlich wie die Volkshochschulen bei ihrer Gründung Bildung und Aufklärung für breite Schichten des Volkes anbieten wollten, strebte der dänische Gründer Pfarrer Nicolai Frederik Severin Grundtvig (1783–1872) zudem das Konzept des Lebens und Lernens unter einem Dach an. Dieses Konzept wurde über 150 Jahre später zunächst auch in Stapelfeld übernommen. Die Heimvolkshochschule zeichnet sich auch heute noch in dem täglichen Seminarbetrieb mit Übernachtungen im Akademie-Haus ab.
Während der COVID-19-Pandemie startete die Akademie am 1. April 2020 einen Videoblog namens LebensZeichen.

## Aufgaben
Das Programm der Katholischen Akademie Stapelfeld wendet sich nicht nur an Kirchenmitglieder, sondern an alle Menschen der Gesellschaft. Das Programm besteht aus Tagungen, Seminaren und Vorträgen. Es deckt die Bereiche Theologie und Spiritualität, Politik und Gesellschaft, Kunst und Kultur sowie Ehe und Familie ab. Die Katholische Akademie Stapelfeld orientiert sich in ihrer Arbeit an der katholischen Soziallehre sowie am Leben des Stiftungspatrons, des Kardinals von Galen.

## Träger
Im Mai 2006 wurden die Heimvolkshochschule, die Stiftung Emmaus und das Umweltzentrum in Stapelfeld zusammengefasst und als Katholische Akademie Stapelfeld unter die Führung der neu gegründeten „Stiftung Kardinal von Galen“ gestellt. Die Stiftung ist seither Trägerin der Katholischen Akademie Stapelfeld. Vorsitzender des Kuratoriums der Stiftung ist Markus Wonka. Die Leitung der Akademie liegt in den Händen der drei Direktoren Martin Feltes (Pädagogische Leitung), Marc Röbel (Geistliche Leitung) und Willi Rolfes (Geschäftsführung).